# برنا کاراسکو
برنا کاراسکو آرایا (اسپانیایی: Berna Carrasco Araya‎; ۱۹ دسامبر ۱۹۱۴ – ۷ ژوئیهٔ ۲۰۱۳) شطرنج‌باز اهل شیلی بود. او زاده سان برناردو و از مدعیان مسابقات قهرمانی شطرنج زنان جهان در بوئنوس آیرس، ۱۹۳۹ میلادی بود.
کاراسکو عنوان استاد بین‌المللی زن را در ۱۹۵۴ میلادی دریافت کرد.